# Margret Hölle

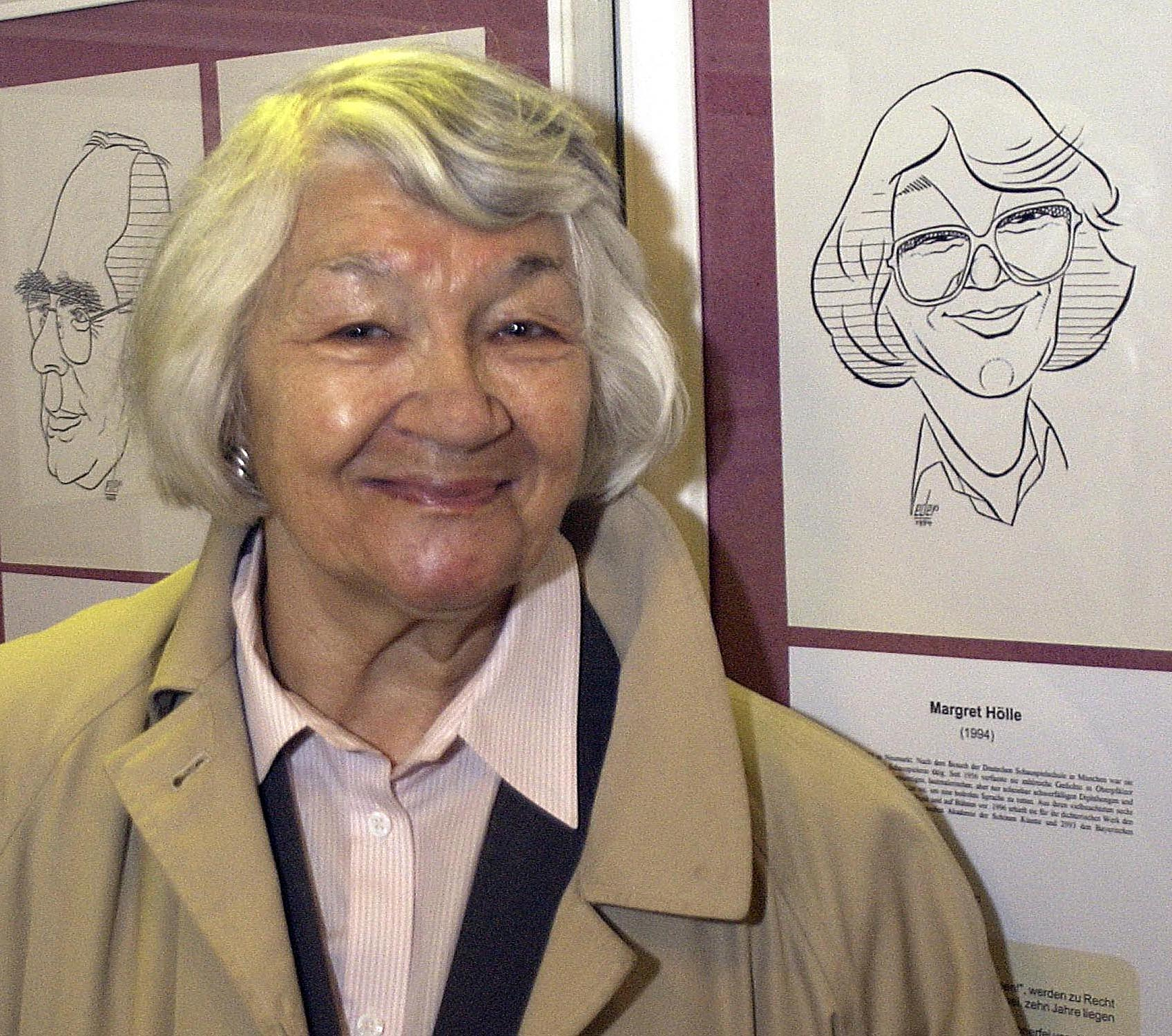
Margret Hölle, 2004

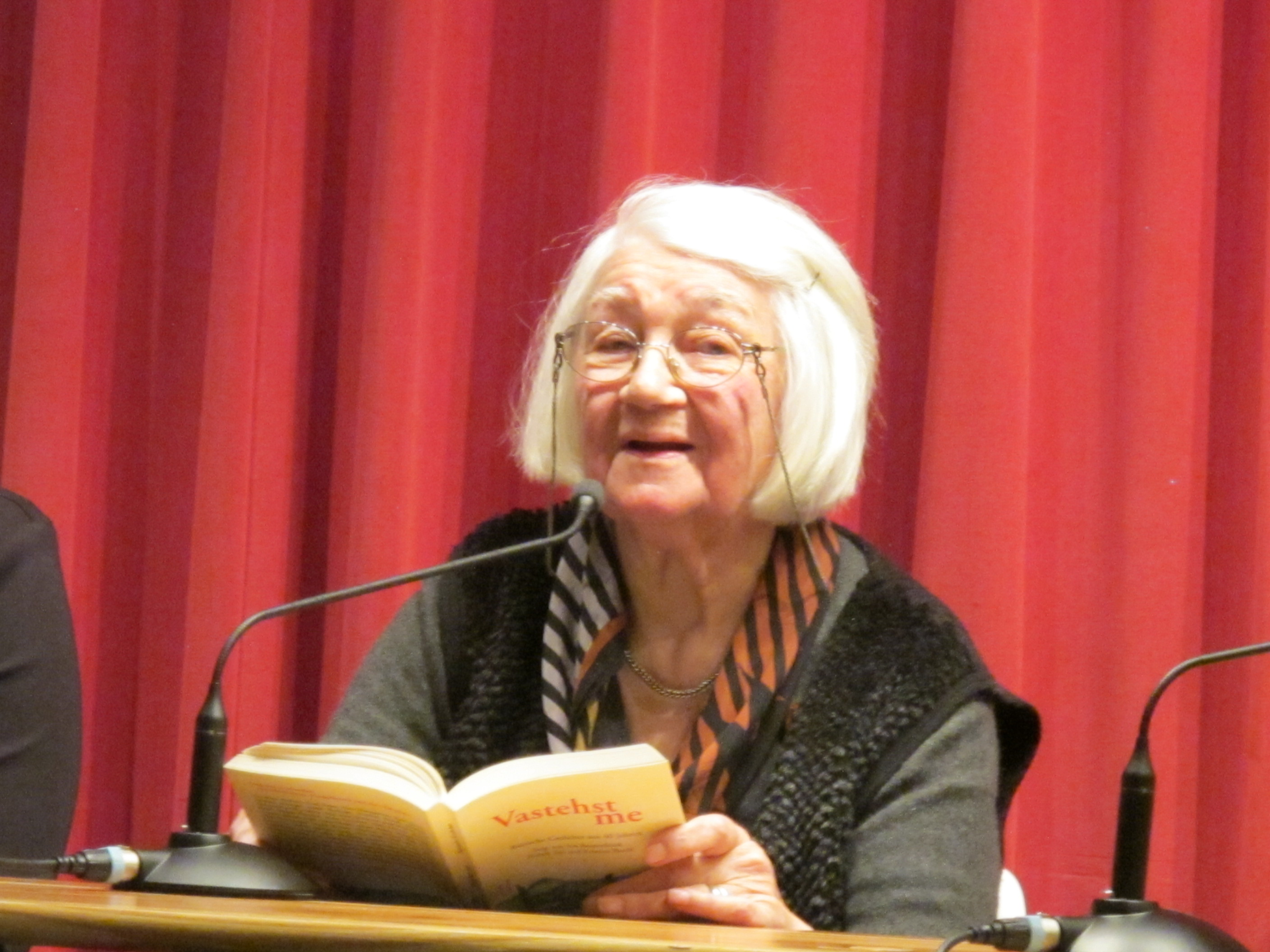
Margret Hölle bei einer Lesung im Lyrik Kabinett Januar 2015

Margret Hölle (* 2. April 1927 in Neumarkt in der Oberpfalz; † 16. Oktober 2023 in München) war eine deutsche Lyrikerin und Erzählerin.

## Leben
Margret Hölle wurde als Margarete Sträußl in Neumarkt geboren. Nach einer kaufmännischen Lehre arbeitete sie als Schauspielerin in einem Tourneetheater, später als Sprecherin beim Bayerischen Rundfunk. 1949 heiratete sie den Maler und Grafiker Erich Hölle (1925–1993). Mit ihren seit 1956 in Zeitschriften und Anthologien veröffentlichten Gedichten hat sie die Mundart des Oberpfälzer Jura in die bairische Literatur eingeführt. Viele ihrer Texte hat sie auch im Rundfunk und Fernsehen gelesen. Zu den Münchner Turmschreibern wurde sie 2004 berufen.
Margret Hölle lebte in München. In ihrer Heimatstadt Neumarkt engagierte sie sich für die Gründung des 2004 eröffneten Museums Lothar Fischer.
Am 16. Oktober 2023 starb sie im Alter von 96 Jahren in München.

## Werke

### Bücher
- A weng wos is aa vüi. Mainburg (Pinsker) 1976.
- Iwa Jauha und Dooch. Feldafing (Friedel Brehm) 1981.
- Unterwegs. Gedichte. Otterfing (Privatdruck) 1988.
- Wurzelherz. Gedichte. Regensburg (MZ-Buchverlag) 1991. – 2. Auflage 1996.
- Blöiht a Dornbusch. Gedichte. Viechtach (Edition Lichtung) 1997. Nachwort: Reinhard Wittmann. ISBN 3-929517-20-5.
- Distelsamen. Gedichte. Viechtach (Edition Lichtung) 1999, ISBN 3-929517-33-7.
- Zeit aaffanga. Gedichte und Geschichten. Viechtach (Edition Lichtung) 2005, ISBN 3-929517-66-3.

### Hörbuch
- Oberpfälzer Psalm. Gedichte. Produktion: Edition Lichtung / Bayerischer Rundfunk 2002, ISBN 3-929517-42-6.

## Auszeichnungen

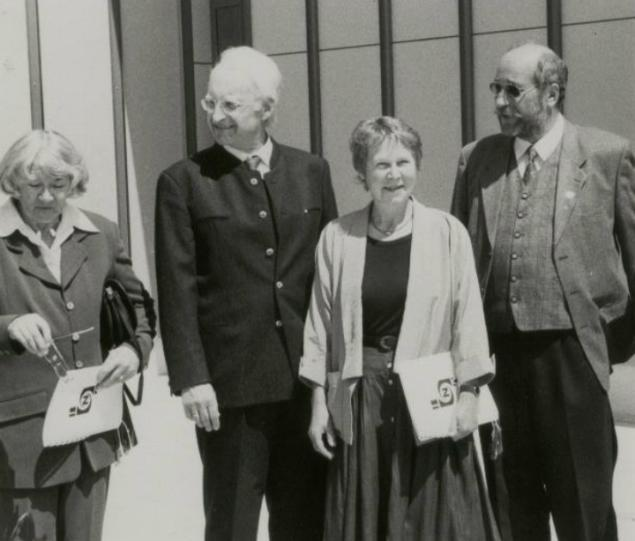
Nach der Verleihung des Nordgaupreises des Oberpfälzer Kulturbundes in Furth im Wald: von links: Lyrikerin Margret Hölle, Bay. Ministerpräsident Edmund Stoiber, Malerin Ruthild Langhammer und Bernhard M. Baron

- 1990 Kulturpreis der Stadt Neumarkt in der Oberpfalz
- 1996 Friedrich-Baur-Preis der Bayerischen Akademie der Schönen Künste
- 1998 Nordgaupreis des Oberpfälzer Kulturbundes
- 2003 Bayerischer Poetentaler
- 2004 Kulturpreis des Bezirks Oberpfalz in der Kategorie Mundartliteratur
- 2009 Literaturpreis des Oberpfälzer Jura (Laudatio: Harald Grill)
- 2012 Bayerischer Verdienstorden

## Vertonungen
- Kilza Setti (* 1932): Singende Landschaften. Sieben Lieder für Bariton und Klavier (2000). Texte aus Distelsamen
- Jens Joneleit (* 1968): Kitzgrau. Drei Lieder für Frauenstimme, Bassflöte/Altflöte/Flöte und Klavier (2002). Texte aus Blöiht a Dornbusch